# عبد الوهاب الشعراني
أبو المواهب عبد الوهّاب بن أحمد بن علي الأنصاري المشهور بـالشعراني، العالم الزاهد، الفقيه المحدث، المصري الشافعي الشاذلي الصوفي. يسميه الصوفية بـ «القطب الرباني». (898 هـ - 973 هـ).

## نسبه
عرف الشعراني بنفسه في كتابه لطائف المنن، فقال: «فإني بحمد الله تعالى عبد الوهّاب بن أحمد بن علي بن أحمد بن علي بن محمد بن زوفا، ابن الشيخ موسى المكنى في بلاد البهنسا بأبي العمران، جدي السادس ابن السلطان أحمد ابن السلطان سعيد ابن السلطان فاشين ابن السلطان محيا ابن السلطان زوفا ابن السلطان ريان ابن السلطان محمد بن موسى بن محمـد بن الإمام علي بن أبي طالب».

## مولده ونشأته
ولد الشعراني في قلقشندة في مصر يوم 27 رمضان سنة 898 هـ، ثم انتقل إلى ساقية أبي شعرة من قرى المنوفية، وإليها نسبته، فيقال: الشعراني، والشعراوي. نشأ يتيم الأبوين؛ إذ مات أبوه وهو طفل صغير، ومع ذلك ظهرت عليه علامة النجابة ومخايل الرئاسة، فحفظ القرآن الكريم وهو ابن ثماني سنين، وواظب على الصلوات الخمس في أوقاتها، وقد كان يتلو القرآن كله في ركعة واحدة قبل بلوغ سن الرشد  ثم حفظ متون العلم، كأبي شجاع في فقه الشافعية، والآجرومية في النحو، وقد درسهما على يد أخيه عبد القادر الذي كفله بعد أبيه. ثم انتقل إلى القاهرة سنة 911 هـ، وعمره إذا ذاك ثنتا عشرة سنة، فأقام في جامع أبي العباس الغمري وحفظ عدة متون منها:
- كتاب المنهاج للنووي.
- ألفية ابن مالك.
- التوضيح لابن هشام.
- جمع الجوامع.
- ألفية العراقي للحافظ العراقي.
- تلخيص المفتاح.
- الشاطبية.
- قواعد ابن هشام.

عرض ما حفظ على مشايخ عصره. لبث في مسجد الغمري يُعَلـِّم ويتعلم سبعة عشر عاماً، ثم انتقل إلى مدرسة أم خوند، وفي تلك المدرسة بزغ نجمه وتألق. حبب إليه علم الحديث فلزم الاشتغال به والأخذ عن أهله، وقد سلك طريق التصوف وجاهد نفسه بعد تمكنه في العلوم العربية والشرعية.

## شيوخه
أفاض الشعراني في ذكر شيوخه في كتبه، وبين مدى إجلاله لهم خاصة في كتابه «الطبقات الكبرى» ، وذكر بأنهم نحو خمسين شيخاً منهم:

### مشايخ العلم
- أمين الدين الإمام والمحدث بجامع الغمري.
- شمس الدين الدواخلي.
- شمس الدين السمانودي.
- الإمام شهاب الدين المسيري.
- نور الدين المحلي.
- نور الدين الجارحي المدرس بجامع الغمري.
- نور الدين السنهوري الضرير الإمام بجامع الأزهر.
- ملا علي العجمي.
- جمال الدين الصاني.
- عيسى الأخنائي.
- شمس الدين الديروطي.
- شمس الدين الدمياطي الواعظ.
- شهاب الدين القسطلاني.
- صلاح الدين القليوبي.
- نور الدين بن ناصر.
- نور الدين الأشموني.
- سعد الدين الذهبي.
- برهان الدين القلقشندي.
- شهاب الدين الحنبلي.
- زكريا الأنصاري.
- شهاب الدين الرملي.
- جلال الدين السيوطي.
- ناصر الدين اللقاني.

### مشايخ الصوفية
- علي المرصفي.
- محمد الشناوي.
- علي الخواص.

## مؤلفاته
عاش الشعراني 75 عاماً وقد ذكر أنه خلف فيها 300 كتاب في موضاعات شتى ، منها:
- الفتح المبين في جملة من أسرار الدين.
- الأنوار القدسية في معرفة قواعد الصوفية.
- الكوكب الشاهق في الفرق بين المريد الصادق وغير الصادق.
- البحر المورود في المواثيق والعهود.
- البدر المنير في غريب أحاديث البشير النذير.
- الطبقات الصغرى.
- الطبقات الوسطى.

الطبقات الكبرى المسماة بـ( لواقح الأنوار في طبقات الأخيار).
- الأنوار القدسية في بيان آداب العبودية.
- الأنوار القدسية في معرفة قواعد الصوفية.
- الدرر المنثورة في بيان زبد العلوم المشهورة، وهو موسوعة في علوم القرآن، والفقه وأصوله، والدين، والنحو، والبلاغة، والتصوف.
- كشف الغمة عن جميع الأمة، في الفقه على المذاهب الأربعة.
- لطائف المنن والأخلاق في بيان وجوب التحدث بنعمة الله على الإطلاق، وهي (المنن الكبرى). في التصوف والأخلاق الإسلامية.
- لواقح الأنوار القدسية في بيان العهود المحمدية.
- المختار من الأنوار في صحبة الأخيار.
- مختصر الألفية لابن مالك، في النحو.
- مختصر التذكرة في أحوال الموتى وأمور الآخرة (تذكرة القرطبي).
- مختصر تذكرة الإمام السويدي في الطب.
- تذكرة شهاب الدين أحمد سلاقة القليوبي الشافعي.
- مختصر كتاب صفة الصفوة (لأبي الفرج ابن الجوزي).
- مشارق الأنوار في بيان العهود المحمدية.
- المقدمة النحوية في علم العربية.
- الميزان الكبرى، في الفقه الإسلامي، ومذاهب أصول الفقه، وهو مدخل لجميع أقوال الأئمة المجتهدين ومقلديهم.
- اليواقيت والجواهر في بيان عقائد الأكابر.
- الكبريت الأحمر في بيان علوم الشيخ الأكبر، يدافع فيه عن محي الدين بن عربي.
- درر الغوّاص على فتاوى سيدي علي الخواص.

## وفاته
توفي في القاهرة، في جمادى الأولى سنة 973 هـ، ودفن بجانب زاويته بين السورين. وقد قام بالزاوية بعده ولده الشيخ عبد الرحمن ثم توفى سنة إحدى عشرة بعد الألف.